# University of Arizona Press
La University of Arizona Press (UA Press) es una editorial universitaria fundada en 1959, que forma parte de la Universidad de Arizona. La editora publica los trabajos académicos de las universidades de Arizona, la Estatal de Arizona y la del Norte de Arizona.
La University of Arizona Press publica unos cincuenta libros al año y tiene unos 1400 libros impresos. Estos incluyen títulos académicos sobre indígenas americanos, antropología, arqueología, estudios ambientales, geografía, estudios chicanos, historia, estudios latinoamericanos y ciencias espaciales. Además, cuenta con libros premiados en más de 30 áreas temáticas.

## Camino del Sol
La Universidad de Arizona comenzó su serie Camino del Sol en 1994, centrándose en la literatura chicana y latina. En 2010, Rigoberto González editó una antología en honor a la serie, también publicada por la prensa de la Universidad de Arizona. Los autores del Camino del Sol incluyen a Farid Matuk, Pat Mora, Daniel A. Olivas, Sergio Troncoso, Luis Alberto Urrea, Vickie Vértiz, Tim Z. Hernandez, Juan Felipe Herrera, Emmy Pérez, Ray González, Carmen Giménez Smith, Roberto Tejada, entre otros.

## Publicaciones seleccionadas
- Fu, Lo-shu (1966). A Documentary Chronicle of Sino-Western Relations, 1644-1820: Translated texts (2.º edición).
- Martínez, Oscar (1994). «Border people: life and society in the US-Mexico borderlands». Border People: Life and Society in the US-Mexico Borderlands.
- Piccato, Pablo (2012). «Rachel A. Moore. Forty Miles from the Sea: Xalapa, the Public Sphere, and the Atlantic World in Nineteenth‐Century Mexico.». The American Historical Review (Tucson) 117 (2): XIII, 230. ISSN 0002-8762. doi:10.1086/ahr.117.2.576-a.